# Narbacular Drop
Narbacular Drop é um jogo eletrônico de quebra-cabeça desenvolvido pela Nuclear Monkey Software. Foi lançado de graça e online em 2005 para Microsoft Windows. Ele foi um projeto de jogo sênior de estudantes do DigiPen Institute of Technology. A jogabilidade consiste em navegar em masmorras usando um sistema inovativo de portais. O jogador controla dois portais interconectados que podem ser colocados em qualquer superfície não metálica (parede, teto, chão). O co-fundador da Valve, Gabe Newell, demonstrou interesse no trabalho da equipe e imediatamente os ofereceram empregos na Valve. Os desenvolvedores escreveram o jogo criticamente aclamado Portal usando os mesmos conceitos.
A palavra Narbacular, que não existe em nenhum dicionário, foi escolhida primariamente para ajudar nos resultados de motores de busca na internet.

## Enredo
O enredo envolve a história da Princess "No-Knees" (em tradução livre, Princesa "Sem-Joelhos"), assim nomeada por ela ser incapaz de pular. Capturada por um demônio, a princesa aprisionada descobre que a masmorra em que está presa é na verdade uma criatura elemental sentiente chamada Wally. Usando as habilidades de criação de portais de Wally, a princesa tenta então escapar e derrotar o demônio.

## Prêmios e honras
- IGF Student Showcase Winner (2006)
- Slamdance Guerrilla Gamemaker Competition Finalist (2006)
- GameShadow Innovation In Games Festival & Awards Nomination (2006)
- Game Informer The Top 10 Games You've Never Heard Of
- Edge Internet Game of The Month (March 2006)
- Gamasutra Quantum Leap Awards: Most Important Games "Honorable Mention" (2006)

## Portal
Valve Corporation, desenvolvedores da série Half-Life, descobriram Narbacular Drop depois de seu lançamento e contrataram toda a equipe de desenvolvimento para trabalharem para eles. O time desenvolveu Portal, que compartilha partes do conceito de Narbacular Drop.
Uma sequela, Portal 2, foi lançada em 19 de Abril de 2011. Uma das conquistas e troféu em Portal 2 se chama "Narbacular Drop".